# Ligne IR Ishikawa Railway
La ligne IR Ishikawa Railway (IRいしかわ鉄道線, IR Ishikawa Tetsudō-sen) est une ligne ferroviaire de la compagnie IR Ishikawa Railway située dans la préfecture d'Ishikawa au Japon. Elle relie la gare de Daishōji à Kaga à la gare de Kurikara à Tsubata.

## Histoire
La ligne ouvre en 1898 et fait partie alors de la ligne Hokuriku.
Le 14 mars 2015, à l'occasion de l'ouverture de la ligne Shinkansen Hokuriku, une partie de la ligne Hokuriku est transférée à d'autres compagnies. La section Kanazawa - Kurikara revient à la compagnie IR Ishikawa Railway et est renommée Ligne IR Ishikawa Railway.
Depuis le 15 avril 2017, la carte ICOCA est acceptée sur la ligne.
Le 16 mars 2024, à l'occasion de l'ouverture de la seconde partie de la ligne Shinkansen Hokuriku, la section de la ligne principale Hokuriku jusqu'à la gare de Daishōji est transférée à la compagnie. Une nouvelle gare, Nishi-Mattō, ouvre entre les gares de Kaga-Kasama et Mattō.

## Caractéristiques

### Ligne
- longueur : 64,2 km
- écartement des voies : 1 067 mm
- nombre de voies : 2
- électrification : courant alternatif 20 000 V - 60 Hz
- vitesse maximale : 110 km/h

### Services et interconnexions
La ligne est parcourue par des trains de type Local (omnibus). Ceux-ci peuvent continuer sur la ligne Ainokaze Toyama Railway, la ligne Nanao ou la ligne Hapi-Line Fukui.
Les services suivants circulent également sur la ligne :
- Ainokaze Liner : continue sur la ligne Ainokaze Toyama Railway
- Limited Express Noto Kagaribi : continue sur la ligne Nanao

La ligne est également parcourue par des trains de fret.

### Liste des gares
La ligne comporte 19 gares de passagers et une gare de fret.
| Gare                         | Nom japonais       | Distance (km) | Correspondances                                                            | Localisation                | Localisation          |
| ---------------------------- | ------------------ | ------------- | -------------------------------------------------------------------------- | --------------------------- | --------------------- |
| Daishōji                     | 大聖寺             | 0             | Hapi-Line Fukui : Hapi-Line Fukui (interconnexion)                         | Kaga                        | Préfecture d'Ishikawa |
| Kagaonsen                    | 加賀温泉           | 4,1           | JR West : Shinkansen Hokuriku                                              | Kaga                        | Préfecture d'Ishikawa |
| Iburihashi                   | 動橋               | 7,3           |                                                                            | Kaga                        | Préfecture d'Ishikawa |
| Awazu (ja)                   | 粟津               | 12,2          |                                                                            | Komatsu                     | Préfecture d'Ishikawa |
| Komatsu                      | 小松               | 18,0          | JR West : Shinkansen Hokuriku                                              | Komatsu                     | Préfecture d'Ishikawa |
| Meihō                        | 明峰               | 20,8          |                                                                            | Komatsu                     | Préfecture d'Ishikawa |
| Nomineagari                  | 能美根上           | 23,8          |                                                                            | Nomi                        | Préfecture d'Ishikawa |
| Komaiko                      | 小舞子             | 26,8          |                                                                            | Hakusan                     | Préfecture d'Ishikawa |
| Mikawa                       | 美川               | 28,6          |                                                                            | Hakusan                     | Préfecture d'Ishikawa |
| Kaga-Kasama                  | 加賀笠間           | 32,6          |                                                                            | Hakusan                     | Préfecture d'Ishikawa |
| Nishi-Mattō                  | 西松任             | 35,1          |                                                                            | Hakusan                     | Préfecture d'Ishikawa |
| Mattō                        | 松任               | 37,0          |                                                                            | Hakusan                     | Préfecture d'Ishikawa |
| Nonoichi                     | 野々市             | 40,3          |                                                                            | Nonoichi                    | Préfecture d'Ishikawa |
| Nishi-Kanazawa               | 西金沢             | 42,7          | Hokutetsu : Ishikawa (à Shin-Nishi-Kanazawa)                               | Kanazawa                    | Préfecture d'Ishikawa |
| Kanazawa                     | 金沢               | 46,4          | JR West : Shinkansen Hokuriku Hokutetsu : Asanogawa (à Hokutetsu-Kanazawa) | Kanazawa                    | Préfecture d'Ishikawa |
| Terminal de fret de Kanazawa | 金沢貨物ターミナル | 49,0          |                                                                            | Kanazawa                    | Préfecture d'Ishikawa |
| Higashi-Kanazawa             | 東金沢             | 49,0          |                                                                            | Kanazawa                    | Préfecture d'Ishikawa |
| Morimoto                     | 森本               | 51,8          |                                                                            | Kanazawa                    | Préfecture d'Ishikawa |
| Tsubata                      | 津幡               | 57,9          | JR West : Nanao (interconnexion)                                           | Tsubata, district de Kahoku | Préfecture d'Ishikawa |
| Kurikara                     | 倶利伽羅           | 64,2          | Ainokaze Toyama Railway : Ainokaze Toyama Railway (interconnexion)         | Tsubata, district de Kahoku | Préfecture d'Ishikawa |

## Matériel roulant
La ligne est parcourue par des trains des compagnies : IR Ishikawa Railway, JR West, Hapi-Line Fukui et Ainokaze Toyama Railway.

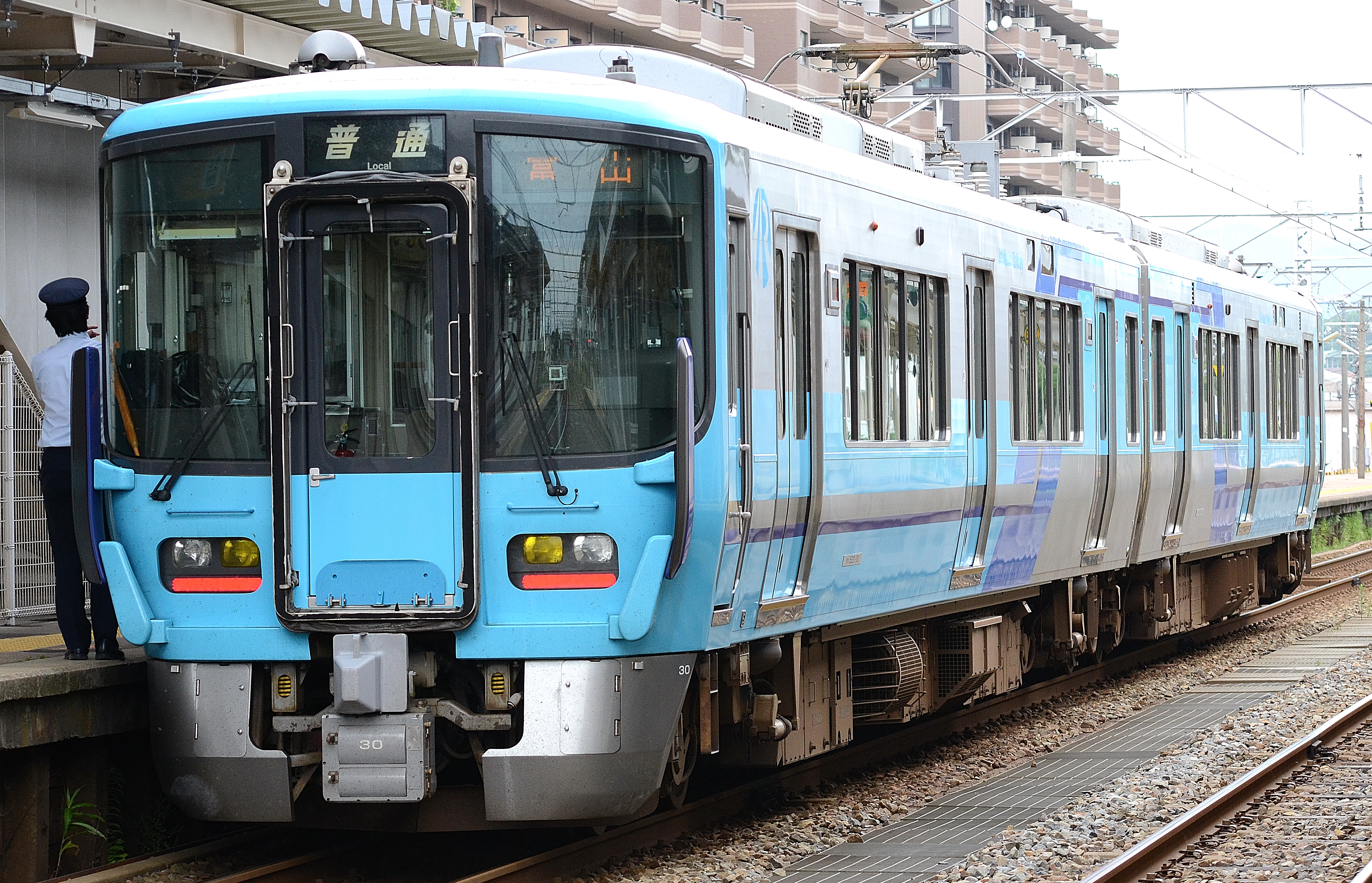
IR Ishikawa Railway série 521
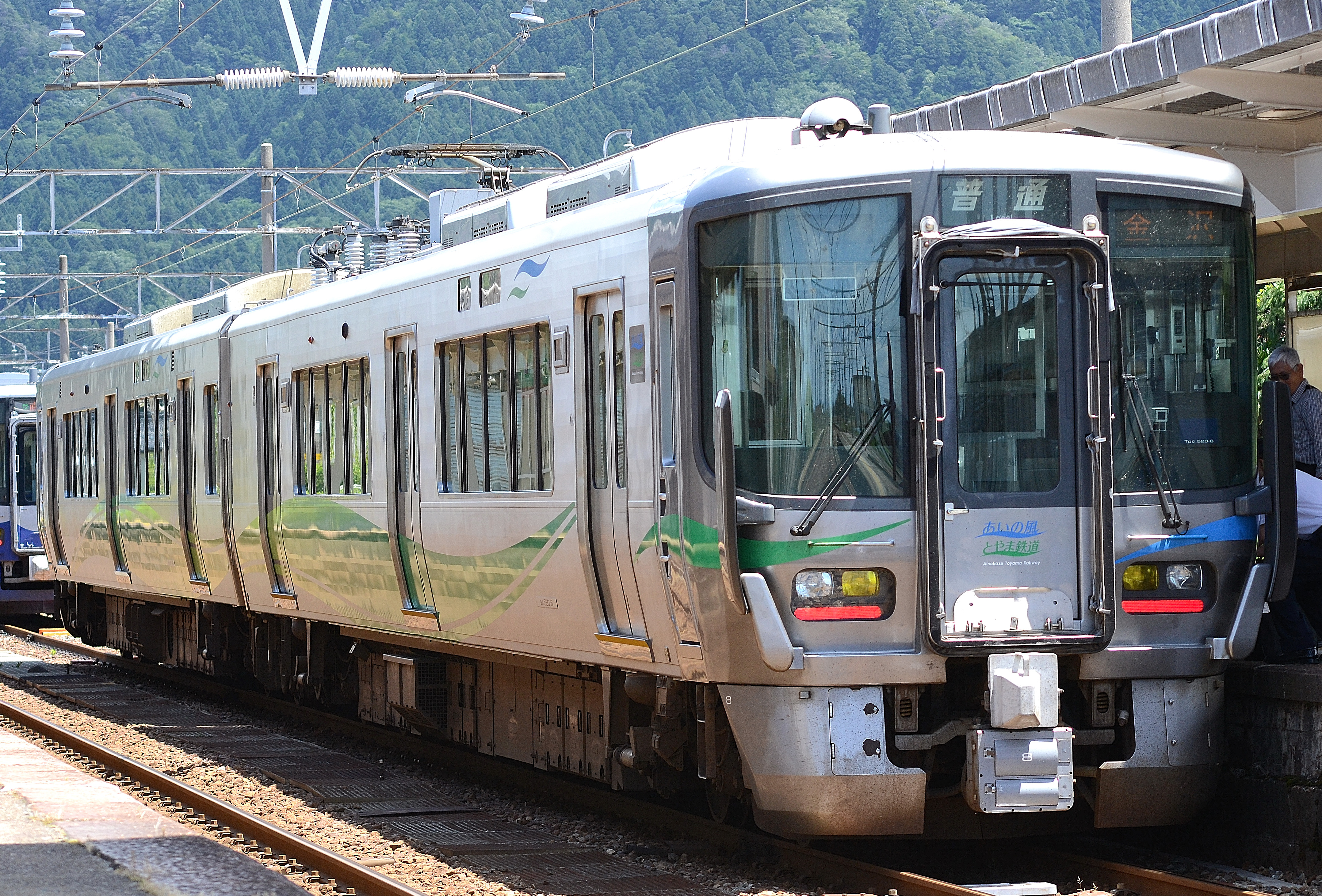
Ainokaze Toyama Railway série 521
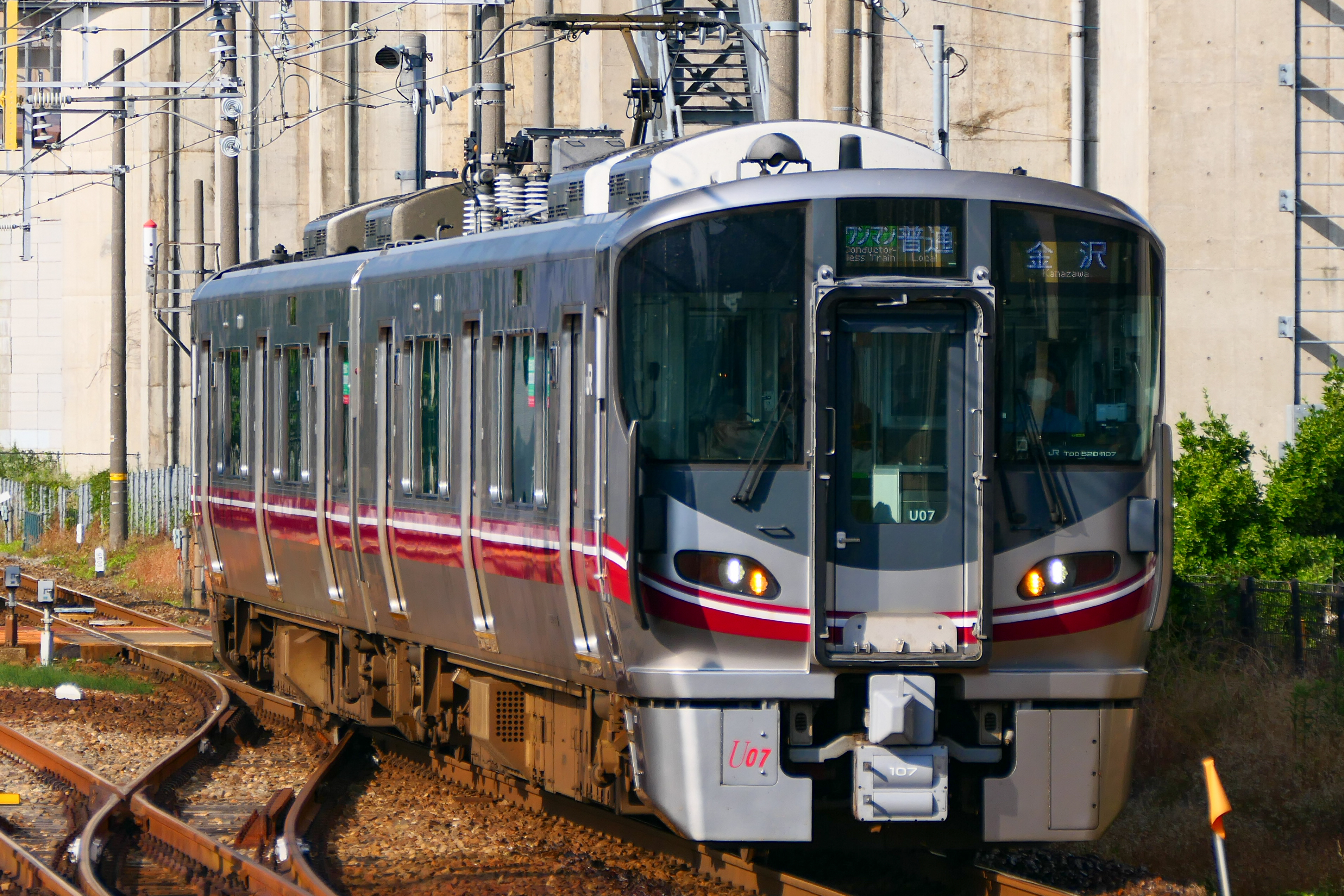
JR West série 521
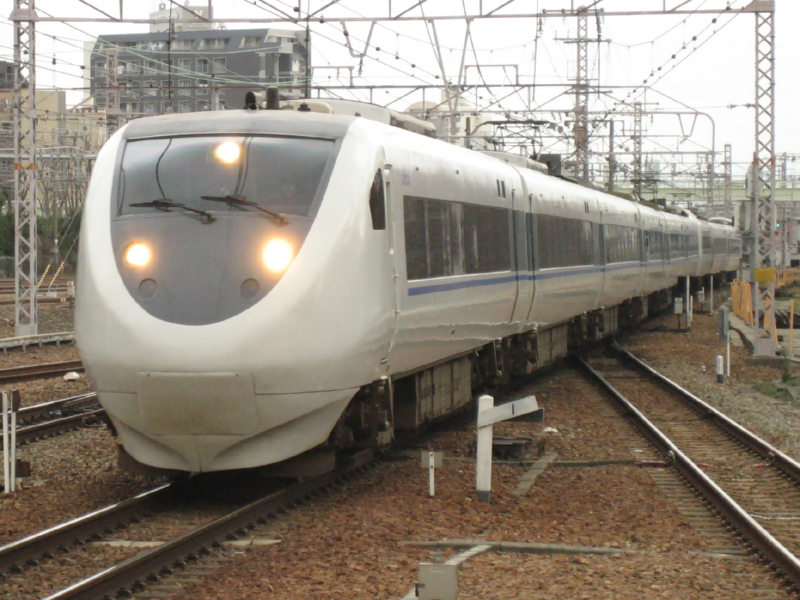
JR West série 681 (services Noto Kagaribi)
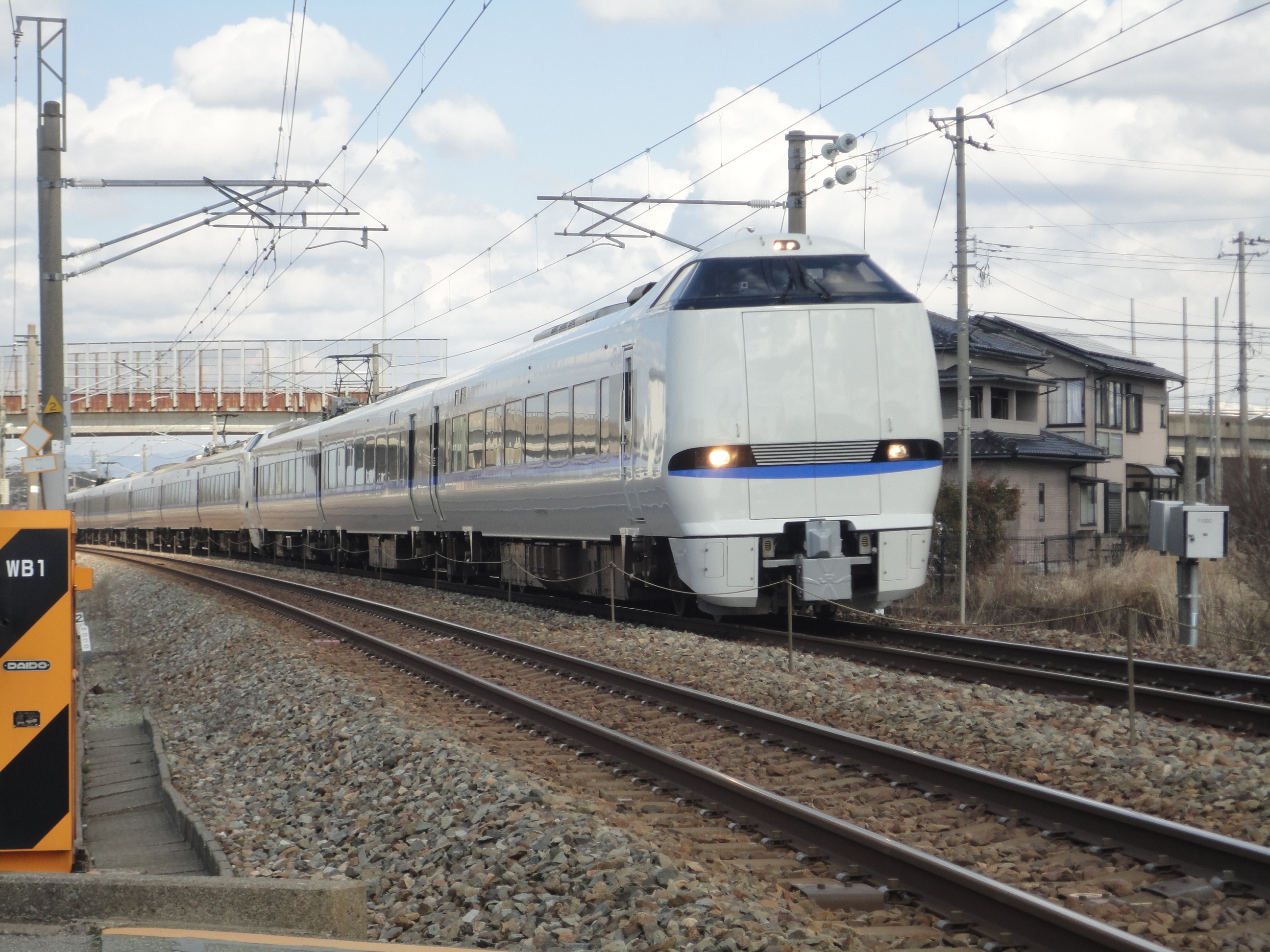
JR West série 683 (services Noto Kagaribi)